# Palacio arzobispal de Umbrete
El palacio arzobispal de Umbrete (Provincia de Sevilla, España), situado en la plaza del Arzobispo nº 1 es una de las obras fundamentales del barroco del siglo XVIII,  fue remodelado por el arquitecto sevillano Diego Antonio Díaz. Esto es posible gracias al equilibrio existente entre los elementos arquitectónicos y ornamentales, que tiene su más brillante expresión en los valores cromáticos que surgen del empleo del ladrillo limpio en los exteriores y de la cal en los paramentos interiores. El edificio fue concebido como lugar de descanso para los prelados de la diócesis hispalense, es una obra de grandes dimensiones, con un enorme valor artístico y arquitectónico.

## Descripción

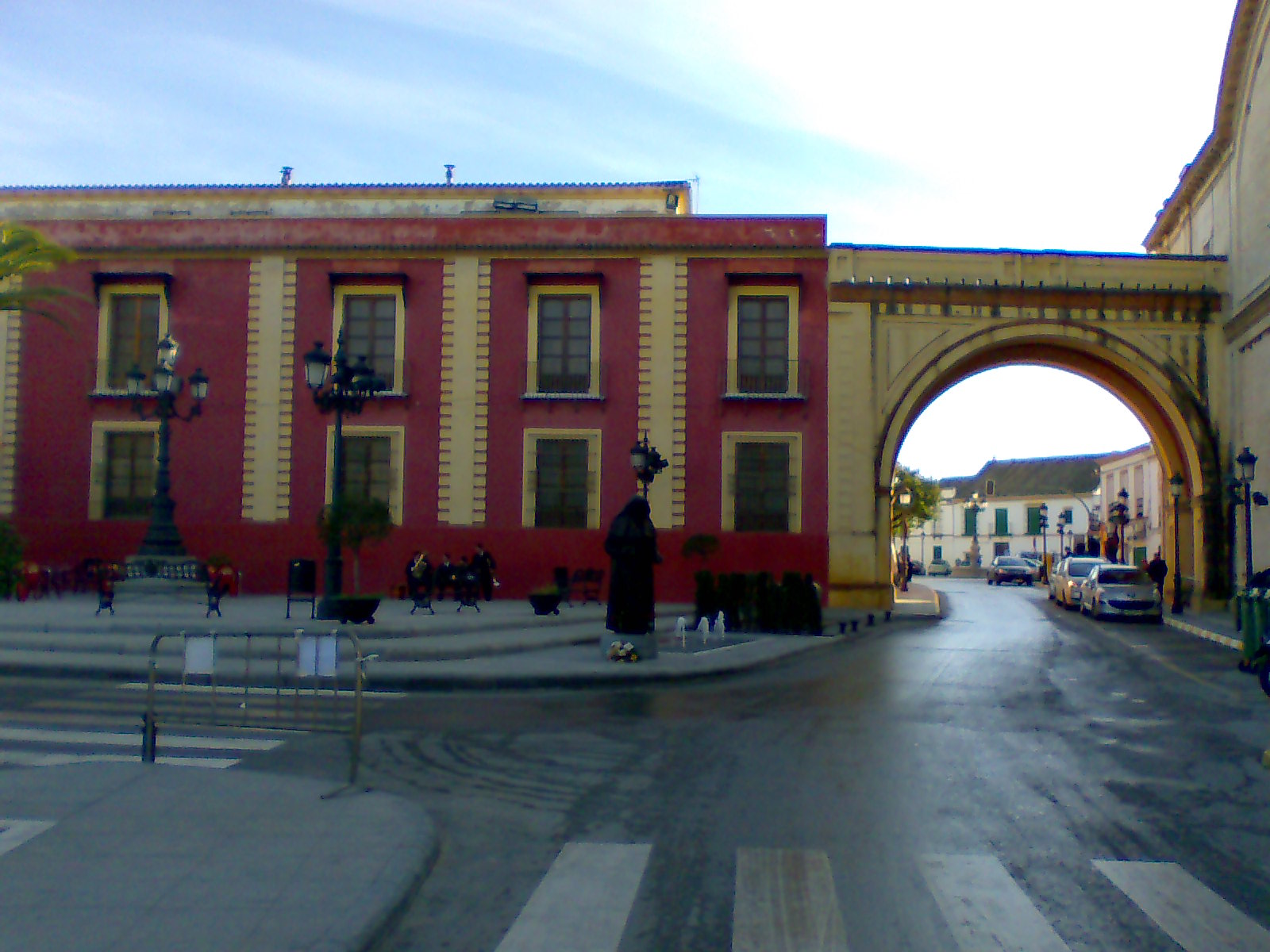
un lateral del palacio y el arco

La fachada principal, situada en la plaza del Arzobispo, es obra del siglo XVIII. Presenta dos cuerpos recorridos por fajas almohadilladas. El cuerpo bajo está estructurado a base de ventanas rectangulares cerradas por rejas, mientras que el superior presenta balcones rectangulares (en origen tuvieron guardapolvos metálicos o de pizarra), con barandaje de hierro. En el centro aproximado de la misma se encuentra la portada principal, labrada en piedra, con acceso adintelado y flanqueado por columnas toscanas sobre pedestales. Sobre él se encuentra un balcón rectangular con baranda y vano adintelado con escudo. Este, labrado en piedra caliza y con las armas del arzobispo don Luis de Salcedo y Azcona, tiene como elementos más destacados en su decoración la corona, la mitra, la cruz y los característicos bordones. El conjunto de la portada se encuentra rematado por frontón triangular, que descansa sobre pilastras toscanas.
En el extremo derecho de la fachada principal y presentando un ligero esviaje, respecto al plano de la misma, se encuentra la portada de Caballerizas. Esta obra, cuyo aspecto actual se debe a las reformas de 1762 encargada por el cardenal Francisco de Solís Folch y Cardona y realizada por Ambrosio de Figueroa y la de 1852. Presenta, en su primer cuerpo, un vano adintelado, flanqueado por pilastras. En el segundo cuerpo se abre un balcón enmarcado por pilastras toscanas y, sobre él, un frontón triangular. El frontón se decora con escudo labrado en piedra.
La fachada lateral izquierda o secundaria, se abre a la plaza de la Constitución. Su estructura repite el modelo de la principal. En el ángulo que forma con ésta se encuentra situado el pasaje que permitía el acceso desde el Palacio al presbiterio de la vecina iglesia de Nuestra Señora de Consolación. Esta obra, con fábrica de ladrillo, fue ejecutada por don Diego Antonio Díaz en 1733. Su elemento más destacado es el arco, sobre el cual se asienta la estructura del pasaje.
Desde la portada principal, el acceso al edificio se produce a través de un vestíbulo que, como ocurre con toda la crujía de fachada, ha sido muy transformado por las actuales necesidades del inmueble. Tras él se abre un patio porticado, que corresponde al edificio primitivo del siglo XVII. Presenta planta cuadrada y tipológicamente responde al patio característico propio de la arquitectura civil sevillana de finales del siglo XVI y principios del siglo XVII.
En la crujía derecha del patio (considerada a partir del ingreso), se encuentra la escalera principal. Presenta cuatro tramos, con peldaños y tabicas de azulejos pertenecientes a la segunda mitad del siglo XVIII.
Una vez superado este patio por el lado opuesto al plano de fachada principal, aparece una segunda escalera. Se accede a ella a través de arcos semicirculares, que descansan sobre columnas del mismo tipo que las del patio, aunque con curiosos cimacios bulbosos. El esquema responde al llamado «tipo imperial», con dos tramos ascendentes y un único superior. Este presenta, como elemento más destacado, decoración de yeserías en el tranquil.
Frente a esta escalera se desarrolla, en planta, una gran sala, hoy utilizada como comedor. Es de planta rectangular y su cubierta plana está sostenida por vigas fingidas, de gran anchura, sobre mensulones. Por último, de lo que fue el jardín, destaca la antigua noria o merendero.